# Šlomo Ja'akov Gross
Šlomo Ja'akov Gross (hebrejsky: שלמה-יעקב גרוס, žil 6. prosince 1908 – 7. července 2003) byl izraelský politik a poslanec Knesetu za strany Chazit datit Toratit, Agudat Jisra'el, Chazit datit Toratit a opět Agudat Jisra'el.

## Biografie
Narodil se v uherské části Rakouska-Uherska. Vystudoval ješivy a sám se středoškolsky vzdělával. Během druhé světové války byl uvězněn a osvobozen až Rudou armádou. Jeho manželka a dvě děti z předchozích manželství zahynuly v koncentračním táboře Auschwitz-Birkenau. Po válce zřídil v Transylvánii centrum pro pomoc sirotkům přeživším holokaust. V roce 1950 přesídlil do Izraele. Hovořil německy, maďarsky a rumunsky.

## Politická dráha
Organizoval mládežnickou sekci hnutí Agudat Jisra'el v Transylvánii, prošel zemědělským výcvikem s cílem obdržet vystěhovalecké povolení do mandátní Palestiny. Byl tajemníkem Agudat Jisra'el v Transylvánii. Po přesídlení do Izraele pracoval v Izraelském centrálním statistickém úřadu. Jako politik se angažoval v pomoci vesnici Kfar Gid'on před ekonomickým kolapsem.
V izraelském parlamentu zasedl poprvé po volbách v roce 1955, do nichž šel za stranu Chazit datit Toratit, která se ale pak dočasně přejmenovala na Agudat Jisra'el-Po'alej Agudat Jisra'el. Mandát ale získal až dodatečně, v březnu 1959, jako náhradník. Stal se členem výboru pro vzdělávání a kulturu, výboru pro ústavu, právo a spravedlnost a výboru House Committee. Mandát získal i po volbách v roce 1959, nyní za Agudat Jisra'el. Opět ale nastoupil až dodatečně jako náhradník, v květnu 1961. Do práce Knesetu se již výrazněji nezapojil. Opětovně kandidoval (za Agudat Jisra'el) ve volbách v roce 1961. Byl členem výboru pro veřejné služby, výboru pro ústavu, právo a spravedlnost a výboru House Committee. Mandát za Agudat Jisra'el získal také ve volbách v roce 1965. Zastával pak funkci člena parlamentního výboru pro veřejné služby a výboru House Committee. Dočkal se i mandátu po volbách v roce 1969, znovu n kandidátní listině Agudat Jisra'el. Stal se členem výboru House Committee a výboru pro veřejné služby. Mandátu se vzdal předčasně, v listopadu 1972. Kandidoval i ve volbách v roce 1973, nyní za stranu Chazit datit Toratit, ze které se ale opět v průběhu funkčního období utvořil poslanecký klub Agudat Jisra'el. Do křesla poslance ovšem usedl coby náhradník až v listopadu 1975. Nastoupil pak do parlamentního výboru pro ústavu, právo a spravedlnost a výboru House Committee. Zvolen byl i ve volbách v roce 1973, za Agudat Jisra'el. Působil jako člen ve výboru pro imigraci a absorpci, výboru pro zahraniční záležitosti a obranu a výboru House Committee.